# Sandro Zehner
Sandro Zehner (* 13. Juni 1979 in Wiesbaden) ist ein deutscher Kommunalpolitiker (CDU) und seit dem 5. Juli 2023 Landrat des Rheingau-Taunus-Kreises.

## Leben
Zehner wuchs in Taunusstein auf, machte eine Lehre als Betriebswirt und studierte Politikmanagement. Er wurde Büroleiter im Hessischen Landtag sowie Leiter im Stabsbereich Politik und Koordination in der Handwerkskammer Frankfurt-Rhein-Main.
Er ist verheiratet und hat zwei Töchter.

## Politik
Zehner trat der CDU bei und wurde für seine Partei am 22. September 2013 als Bürgermeister in Taunusstein gewählt. Seine erste Amtszeit begann am 1. Februar 2014. Am 26. Mai 2019 wurde Zehner mit 79,1 % ohne Gegenkandidat für eine zweite Amtszeit bestätigt. Als Bürgermeister war er auch Vorsitzender des Abwasserverbands Obere Aar, Mitglied im Verwaltungsausschuss der Kommunalen Gemeinschaftsstelle für Verwaltungsmanagement (KGSt) in Köln und Mitglied des Aufsichtsrates der Wiesbadener Volksbank.
Er gehörte auch dem Kreistag des Rheingau-Taunus-Kreises an und war dort Vorsitzender der CDU-Kreistagsfraktion.
Bei der Direktwahl zum Landrat im Rheingau-Taunus-Kreis wurde er am 12. März 2023 im ersten Wahlgang zum Landrat gewählt. Er trat dieses Amt am 5. Juli 2023 als Nachfolger von Frank Kilian an, der nicht mehr zur Wiederwahl kandidiert hatte. Zeitgleich schied er aus dem Kreistag aus.